# Achrymowce
Achrymowce – wieś w Polsce położona w województwie podlaskim, w powiecie sokólskim, w gminie Kuźnica.
W latach 1954–1959 wieś należała i była siedzibą władz gromady Achrymowce, po jej zniesieniu w gromadzie Zalesie. W latach 1975–1998 miejscowość administracyjnie należała do województwa białostockiego.
Wierni kościoła rzymskokatolickiego należą do parafii Najświętszej Maryi Panny Pocieszenia w Zalesiu.